# Atlantic Power
Atlantic Power Corporation, (NYSE: ATP TSX: ATP), är en amerikansk elproducent som utvinner elektricitet av kol, naturgas och vattenkraft. Företaget är involverade i 29 kraftverksprojekt som spänner sig över elva  delstater i USA och två kanadensiska provinser. För år 2011 producerade projekten 3 018 MW brutto varav de förfogade över 2 098 MW.